# بانشو جونزاليس
ريكاردو ألونسو جونزاليس  (Ricardo Alonso González) (9 مايو، 1928 – 3 يوليو، 1995)، المعروف أيضًا باسم ريتشارد جونزاليس (Richard Gonzales)، وعادةً باسم بانشو جونزاليس (Pancho Gonzales)، كان لاعب تنس أمريكيًا. سجل غونزاليس رقماً قياسياً غير مسبوق بتربعة على عرش المصنف الأول على العالم بين لاعبي التنس (tennis) المحترفين لثماني سنوات في فترة الخمسينيات وأوائل الستينيات. وقد فاز بلقبين من الألقاب الكبرى وخمسة عشر لقبًا من برو سلام (Pro Slam) (بطولات تنس المحترفين).
كان جونزاليس شخصًا عصاميًا إلى حدٍ كبير، وكان لاعبًا هاويًا ناجحًا في أواخر الأربعينيات، فاز مرتين ببطولة الولايات المتحدة (United States Championships). ويعتبره الكثيرون حتى الآن واحداً من أعظم لاعبي التنس في تاريخ اللعبة. وقد ذكر مقال عام 1999 لمجلة المصور الرياضية (Sports Illustrated) الخاص بأفضل عشرين «شخصية رياضية» في القرن العشرين عن جونزاليس الذي احتل المركز ال 15 في قائمتها: «إذا كانت الكرة الأرضية على الخط في مباراة تنس، فإن الرجل الذي تريده أن ينقذ الجنس البشري هو ريكاردو ألونسو جونزاليس.» وقد كرر ذلك معلق التنس الأمريكي باد كولينز (Bud Collins) في مقالٍ في شهر أغسطس عام 2006 كتبه على MSNBC.com: «إذا كان يجب عليّ اختيار أحد للعب في حياتي، فسيكون بانشو جونزاليس هذا الشخص.»

## وصلات خارجية
- بانشو جونزاليس على موقع رابطة محترفي التنس (الإنجليزية)
- بانشو جونزاليس على موقع الاتحاد الدولي لكرة المضرب (الإنجليزية)
- بانشو جونزاليس على موقع كأس ديفيز (الإنجليزية)
- بانشو جونزاليس على موقع قاعة مشاهير كرة المضرب الدولية (الإنجليزية)
- بانشو جونزاليس على موقع خلاصة التنس.كوم (الإنجليزية)

- بانشو جونزاليس على موقع IMDb (الإنجليزية)
- بانشو جونزاليس على موقع الموسوعة البريطانية (الإنجليزية)
- بانشو جونزاليس على موقع إن إن دي بي (الإنجليزية)
- بانشو جونزاليس على موقع قاعدة بيانات الفيلم (الإنجليزية)